# Серджіу Дан
Серджіу Дан (рум. Sergiu Dan при народженні Ісидор Ротман; 29 грудня 1903, П'ятра-Нямц, Румунія — 13 березня 1976, Бухарест, Румунія) — румунський письменник, поет і журналіст єврейського походження.

## Біографія
Ісидор Ротман народився 29 грудня 1903 року в місті П'ятра-Нямц в родині Симона Ротмана. Його перші кроки в культурній журналістиці відбулися до 1926 року, коли він співпрацював з газетою «Cugetul Românesc». Його ранні вірші були опубліковані в таких культурних журналах «Chemarea» і «Flacăra», а дебютна повість «Iudita şi Holofern» («Юдиф і Олоферн») була надрукована в 1927 році. Брат Серджіу, Михайло Дан, також був журналістом, відомим своїми перекладами віршів Володимира Маяковського.
В кінці 1920-х років Серджіу Дан і його друг Ромулус Діану були в Бухаресті. Саме там Дан приєднався до літературного гуртка романіста Каміла Петреску і став брати участь в регулярних літературних диспутах в ресторанах «Casa Capşa» і «Corso». До 1928 року посварився з Петреску: висміював «ноократичний» філософський проєкт, описаний Петреску, і назвав його автора «божевільним» і «легкодухим». Пізніше Серджіу Дан висловив співчуття у зв'язку з цим інцидентом, зазначивши, що він був особливо здивований ексцентричним рішенням Петреску зберігати свій філософський рукопис в Ватиканській бібліотеці.
Іон Віня ввів Дана і Діану у свої журналістські проєкти, починаючи з лівого журналу «Contimporanul», де вони публікували авангардну прозу і вірші з політичним підтекстом. Твори Дана були представлені й в інших виданнях: «Vremea», «Revista Fundaţiilor Regale», «Universul Literar» (літературний додаток «Universul daily») і «Bilete de Papagal» (сатирична газета поета Тудора Аргезі). У цей період Дан навчався в Бухарестському комерційному училищі. Разом з Діану (для якого це теж був дебют) Дан став співавтором романтизованої біографії поета і фольклориста XIX століття Антона Панна «Viaţa minunată a lui Anton Pann» («Чудове життя Антона Панна», 1929). Ця спільна художня п'єса була перевидана в 1935 році як «Nastratin şi timpul său» («Настратін і його час»). Дан також приєднався до клубу «Sburătorul», сформованого навколо однойменного журналу літературного теоретика Еуджен Ловінеску.
Під час своєї роботи в «Contimporanul» Дан вступив в конфлікт з сюрреалістичною і крайньо-лівою групою в «Unu», в журналі поета Саші Пане. Це протиріччя відображало основні розбіжності між «Contimporanul» та іншими авангардними майданчиками. До 1930 року брат Серджіу, Михайло Дан, пішов з «Bilete de Papagal» і став співпрацювати з «Unu», де він пізніше став головним редактором. Однак оприлюднені у 2008 році документи, показують, що він був таємним інформатором розвідувального агентства Румунського королівства сигуранца з місією контролювати постійні контакти «Unu» з комуністами. Він довгий час підозрювався в цьому літературним товариством «Sburătorul». Також в 1930 році, незабаром після повернення румунського короля Кароля II на престол, Серджіу Дан працював в якості політичного редактора в штабі Dreptatea, платформі Національної селянської партії (НСП). Відповідно до пізнішої доповіді комуністичного журналіста Петра Пандреа, Дан і Віня разом вкрали оригінальну чернетку статті економіста НСП Вірджіла Мадгеру і підробили її таким чином, що здавалося, ніби Мадгеру був антикаролістом; потім вони продали копію конкуренту Мадгеру, корпоративісту-теоретіку Михайлу Маноілеску. Маноілеску віддав копію цього документа Каролю, дискредитувавши себе, коли підробка була викрита. Пандреа стверджував, що Дан і Віня отримали 150 000 лей з цієї справи, в той час як їхня жертва Маноілеску потрапив в постійну немилість.
Фактичний редакторський дебют Серджіу Дана відбувся в 1931 році, коли Едітура Куджетаря опублікував свій роман «Dragoste şi moarte în provincie». 1932 року Дан і драматург Джордж Михайло Замфіреску розділили щорічну премію Товариства румунських письменників, членами якого вони стали. 1932 року Серджіу Дан став співробітником газети Віні «Facla», разом з романістом Іоном Келугеру, поетом Н. Давідеску, письменником-режисером Санду Ельядом і професійними журналістами Ніколає Карандіні та Хенриком Штрайтманом.
Дан продовжив свою письменницьку кар'єру з книгою «Arsenic», виданою в Cultura Naţională в 1934 році, і з «Surorile Veniamin» (Editura Vatra, 1935). Перша книга отримала ще одну літературну премію на фестивалі в Ефоріє в 1934 році. 1934 року Дан був одним з 46 інтелектуалів, які підписали звернення на користь нормалізації відносин між Румунією та Радянським Союзом.
У перші роки Другої світової війни Серджіу Дан піддався антисемітським репресіям після приходу до влади авторитарного фашистського режиму (див. Румунія у Другій світовій війні). Спочатку він був виключений зі Спілки письменників. У липні 1940 року в виданні «Universul Literar» фашистський автор Ладмісс Андрееску запропонував бойкотувати роботи Дана і ввести загальну заборону на єврейську літературу. У роки Націонал-легіонерської держави деякі автори, співчуваючи правлячій «Залізній гвардії», відзначали, що її застосування цензури є революцією проти модерністської літератури. В їх журналі «Gândirea» Дан згадувався як показник «єврейської хвороби». Дан уникнув єврейського погрому в січні 1941 року, сховавшись у свого друга Віні.
Пізніше новий диктаторський уряд кондукетора Іона Антонеску заніс Дана до списку заборонених єврейських авторів. Дан виявився серед євреїв, депортованих в концтабори в контрольованому Румунією Придністров'ї (див. Голокост в Румунії). Він був зрештою звільнений і зміг повернутися до Бухареста, де лікувався у єврейського лікаря і соратника Еміля Доріана, поки переворот у серпні 1944 року не повалив Антонеску.
За мотивами своєї депортації в Придністров'я він написав роман «Unde începe noaptea», який опублікувало видавництво «Editura Naţionala Mecu» в 1945 році. Вважається, що книга стала відповіддю на ранні ознаки заперечення Голокосту, вона була вилучена з обігу з невідомих причин. Пізніше було висловлено думку про те, що книга розходилася з порядком денним Комуністичної партії Румунії. Два роки по тому «Naţionala Mecu» видало ще один присвячений війні роман Дана «Roza şi ceilalţi».
Політичні погляди Серджіу Дана розходилися з комуністичним порядком денним, і після 1948 року він був зрештою арештований. Повідомляється, що політичне переслідування Серджіу Дана почалося, коли в 1947 році він виступив в якості свідка захисту на суді над своїм другом, журналістом НСП Ніколає Карандіно. Секретна поліція Секурітате конфіскувала його роботи. Умови утримання Дана під вартою літературний історик Хенрі Заліс називав «дикими». Як і численні інші громадські діячі, він утримувався в тюрмі «Аюд».
Приблизно в 1955 році він вийшов на свободу. Під тиском Спілки письменників, він став писати в стилі соціалістичного реалізму. Його пізніша бібліографія включає твори «Taina stolnicesei» (1958) і «Tase cel Mare» (1964).
У 1970 році були перевидані його «Roza şi ceilalţi» і «Arsenic», а також вийшла його остання книга «Dintr-un jurnal de noapte». Того року, в знак протесту проти комуністичної цензури, Дан відмовився прийняти орден Meritul Cultural. Він також зосередився на діяльності в якості перекладача, ним були переведені романи «Пані Боварі» і «Саламбо» французького класика Гюстава Флобера. Крім того, він переклав на румунську мову твори Луї Арагона, Мішеля Друа, Моріса Дрюона, Анатоля Франса, Бориса Польового, Ельзи Тріоле і Вольтера. 1973 року молоді літератори Іляна Корбя і Ніколає Флореску взяли у нього інтерв'ю для книги «Biografii posibile».